# オスヴァルト・シュペングラー
オスヴァルト・アルノルト・ゴットフリート・シュペングラー（独: Oswald Arnold Gottfried Spengler、1880年5月29日 - 1936年5月8日）は、ドイツの文化哲学者、歴史学者。
アメリカ合衆国、ロシア（ソ連）といった非ヨーロッパ勢力の台頭を受けて書かれた主著『西洋の没落』は、直線的な考え方である当時のヨーロッパ中心史観・文明観を痛烈に批判したもので、その影響は哲学・歴史学・文化学、芸術など多方面に及んだ。

## 生涯
ブラウンシュヴァイク公国ブランケンブルクの生まれ。父は鉱山技師で、中流家庭の出身であった。保守的な価値観の家庭で育ち自身の思想にも影響を与えた。幼少期にハレに移住し、ハレ大学・ミュンヘン大学・ベルリン大学の各大学に学び、哲学・歴史学・美術・音楽・数学などを学び、1904年に「ヘラクレイトス─彼の哲学のエネルギー論の根本思想に関する研究」で学位取得。
学位取得後、デュッセルドルフやハンブルクなどの高等学校で教鞭をとるも、1911年には教職を辞して以降は、著述と思索のなかで生活をする。
第一次世界大戦の戦時中に書かれた『西洋の没落』(Der Untergang des Abendlandes) 第一巻が1918年に発表されると、広く読まれた。「西洋の没落」は「全地球に広がっているヨーロッパ・アメリカ文化の没落の分析」であり、その目的は世界史の比較形態学とされた。
第一次世界大戦でドイツが敗戦すると、シュペングラーは伝統的なプロイセン保守主義にとらわれない新しいナショナリズムとしての「プロイセン的社会主義」を展開し、アルトゥール・メラー・ファン・デン・ブルックらとともに保守革命と呼ばれる思想の一角を形成する。
1936年にミュンヘンにて心臓病のため死去。55歳であった。

## プロイセン的社会主義
シュペングラーは「プロイセン的特性と社会主義」(1919)で社会主義はドイツ(プロイセン)の伝統的な徳性であり、ドイツを19世紀イギリスの唯物論と実証主義の産物であるマルクス主義から解放すべきであるとした。
シュペングラーによれば、マルクスは社会主義というプロイセン的な概念を「プロレタリアート」に帰属させ、資本主義というイギリス的な理念をブルジョワジーに帰属させたことで、ドイツ的精神とイギリス的精神の人種的矛盾を誤って転写し、生の心理的次元を欠いていると批判し、またドイツ人における「内なるイギリス」に反対した。また、フランスは無政府状態と平等主義に向かい、イギリスは市場競争において権力が個人にばらまかれているのに対してプロイセンでは権力は全体に所属しており、個人は全体に奉仕するとした。

## ナチズムとカエサル主義
また、『西洋の没落』第2巻(1922)では農民と封建貴族の住む農村が血と伝統と生産の世界であり魂・感性・本能の領域に存すると称賛し、これに対して都市は貨幣と知性による寄生的世界とした。またシュペングラーは「貨幣こそ知能を王座にのぼらせるものである」とし、民主主義は貨幣と政治権力の同等化の完成品であるとする。ギリシャ・ローマの貨幣思考は、すべての都市を鋳貨に、すべての民衆を奴隷に変え、ファウスト的な貨幣思考は自然の資源を開発して金融エネルギーに変える。貨幣は破壊的で生を否定する力であるのに対して、戦争は偉大な事柄の創造者であり、軍隊と家族は貨幣関係の影響を受けない。都市の商人は、ゴシック時代の西洋のユダヤ人、ビザンツ人、ペルシア人、アルメニア人のような異邦人であり、商人や仲買人などの都市住民はドイツの特殊性を消滅させる。しかし、国民的な「血の共同体」による社会主義は、貨幣とその政治的武器である民主主義の独裁を打ち破り、「貨幣は、血によってのみ克服され、支配されうる」とされ、国民社会主義は資本主義に勝利するとされる。
現代のような巨大戦の時代には、ナポレオン主義から皇帝主義（カエサル主義）へ推移していくとされる。カエサル主義は憲法的法式化のいかんを問わず、内部的本質において無形式となった政府のことをいい、カエサルが行使する個人的権力だけが意味を有し、知能と貨幣による政治が終末を迎える。そして血の力、生命の本源的衝動、絶えることのない肉体的力が古い支配を再開する。政治家は一つの伝統を創造し、統一的活動の流れを解放することで、ギリシア・ローマ世界が神と呼んだかもしれない何者かになり、若い人種の精神的祖先となる。「カエサル主義の到来は貨幣の、そしてその政治的武器であるデモクラシーの独裁を打ち壊す」のであり、都市的な経済よりも政治化された生命の方が強いとされた。
シュペングラーは国民社会主義ドイツ労働者党(ナチ党)員ではなかったが、抽象的な資本と商業のよそよそしい世界をユダヤ人にみるような世界観を提供してナチスを生み出したドイツの知的風土に強い影響を与えた。一方で生物学的な反ユダヤ主義には反対していた。

## 著書
- Der metaphysische Grundgedanke der heraklitischen Philosophie, 1904.
- Der Untergang des Abendlandes. Umrisse einer Morphologie der Weltgeschichte, Band 1: Wien 1918, Band 2: München 1922.
  - 村松正俊訳 『西洋の没落―世界史の形態学の素描〈第1巻〉 形態と現実と』 五月書房、新装版2001、2015ほか
    - 『西洋の没落―世界史の形態学の素描〈第2巻〉 世界史的展望』 五月書房。新訂版2023

  - 縮約版『西洋の没落』 五月書房、1976、新装版1996／中央公論新社〈中公クラシックス I・II〉、2017
- Preußentum und Sozialismus, München 1919.『プロイセン的特性と社会主義』
- Neubau des Deutschen Reiches. C. H. Beck, München 1924.
- Politische Pflichten der deutschen Jugend. Rede gehalten am 26. Februar 1924 vor dem Hochschulring deutscher Art in Innsbruck. C. H. Beck, München 1924.
- Der Mensch und die Technik. Beitrag zu einer Philosophie des Lebens. C. H. Beck, München 1931
  - 駒井義昭・尾崎恭一訳 『人間と技術－生の哲学のために』富士書店：富士思想叢書、1986、第2版1990
- Politische Schriften. C. H. Beck, München 1932.
  - 桑原秀光訳 『シュペングラー　政治論集』不知火書房、1992
- Jahre der Entscheidung. Erster Teil. Deutschland und die weltgeschichtliche Entwicklung. C. H. Beck, München 1933.
- 八田恭昌訳 『運命・歴史・政治』理想社 1960、同・実存主義叢書 1967。その他の日本語訳

## 伝記
- スチュアート・ヒューズ『二十世紀の運命　シュペングラーの思想』川上源太郎訳、潮出版社「潮新書」、1968年
- アントン・ミルコ・コクターネク『シュペングラー　ドイツ精神の光と闇』南原実・加藤泰義訳、新潮社、1972年
- 八田恭昌『西洋の没落―文明と夜の思想家シュペングラーの生涯』桃源社「桃源選書」、1966年